# Route nationale 184a
La route nationale 184a, ou RN 184a, était une route nationale française qui traversait Marly-le-Roi par l'Abreuvoir alors que la  RN 184 évitait la ville.
Quand la section Versailles-Le Port-Marly de la  RN 184 fut renumérotée  RN 186, elle fut dans un premier temps renumérotée RN 386 avant d'être finalement déclassée en RD 386.